# Elaphocordyceps tenuispora
Elaphocordyceps tenuispora är en svampart som först beskrevs av Mains, och fick sitt nu gällande namn av G.H. Sung, J.M. Sung & Spatafora 2007. Elaphocordyceps tenuispora ingår i släktet Elaphocordyceps,  och familjen Ophiocordycipitaceae.   Inga underarter finns listade.